# Moses G. Crane
Moses G. Crane (* 19. August 1835 in Newark, New Jersey; † 7. Juli 1898 in Newton, Massachusetts) war ein US-amerikanischer Unternehmer, Erfinder und Kommunalpolitiker.

## Leben
Moses G. Crane stammte aus einer jüdischen Familie, deren Vorfahren zu den Erstsiedlern in New Jersey gehörten. Sein Vater war Aaron Dodd Crane.
1856 ließ er sich in Boston, Massachusetts nieder. In den folgenden Jahren machte er verschiedene elektrische und mechanische Erfindungen, von denen eine Feuer-Alarm-Klingel (Fire Bell Alarm)  die bekannteste wurde.  
Er gründete das Unternehmen Moses G. Crane & Co. in Boston, in dem er verschiedenste technische Geräte zum Verkauf anbot.
Um 1866 kaufte er sich ein Anwesen in Newton, Massachusetts. Danach gründete er dort mehrere Fabriken und erwarb größere Ländereien in Newton Highlands. Er vertrat die Ortschaft auch zwei Jahre lang im  Common Council der Stadt Newton.
Moses G. Crane war in mehreren Unternehmens- und gemeinnützigen Organisationen aktiv. Er war Freimaurer und gehörte zu der Loge in Newton. 1894 erfand er das Ballspiel  Pushball, das danach an verschiedenen US-Universitäten gespielt wurde und später auch in Europa einige Verbreitung fand.
Am 7. Juli 1898 tötete sich  Moses G. Crane durch einen Schuss aus einer Pistole in seinem Haus in Newton. Grund war wahrscheinlich seine schwere Krankheit.
Er hinterließ eine Witwe, zwei Söhne und zwei Töchter.